# Omninablautus
Omninablautus is een vliegengeslacht uit de familie van de roofvliegen (Asilidae).

## Soorten
- O. arenosus Pritchard, 1935
- O. nigripes (Wilcox, 1966)
- O. nigronotum (Wilcox, 1935)
- O. tolandi (Wilcox, 1966)